# Герхард Меркатор
Герхард Меркатор (Рупелмонд, 5. март 1512 — Дуисбург, 2. децембар 1594) је био фламански картограф, конструктор познате пројекције за израду навигацијских карата.

## Биографија
Рођен је као Герхард Кремер у Рупелмонду (данашња Белгија). Латинска верзија његовог имена гласи "Меркатор" што значи "трговац". После филозофских студија, Меркатор се бавио цртањем и гравирањем карата и израдом глобуса. Због верских прогона 1552. године емигрира у Дуисбург. Ту је до краја живота састављао и издавао карте, израђивао глобусе, премеравао Лотарингију, писао географска и историјска дела и систематски саставио атлас света. Меркатор је први почео да критички разматра постојећи картографски материјал и да одабира најцелисходније пројекције, па су његове карте, по тачности, богатству садржаја и савршенству гравуре, значиле велику новину у картографији. Он је, заправо, поново поставио картографију на строго научне основе. 